# Bramensprinkhaan
De bramensprinkhaan, ook wel gespeld als bramesprinkhaan (Pholidoptera griseoaptera) is een insect uit de sprinkhanenfamilie sabelsprinkhanen (Tettigoniidae), onderfamilie Tettigoniinae.

## Beschrijving
De mannetjes worden 15 tot 20 millimeter lang, de vrouwtjes 16 tot 20 mm. De kleur is bruin tot grijsbruin, het halsschild valt op doordat de randen lichter tot wit zijn omzoomd. De buik is geelgroen van kleur.
De vleugels zijn kort, bij de mannetjes zijn ze ongeveer even lang als het halsschild, bij de vrouwtjes zijn ze verworden tot onooglijk kleine, schub-achtige flapjes. De antennes zijn duidelijk veel langer dan het lichaam, ook de achterpoten zijn zeer lang en sprieterig. Vrouwtjes hebben een vrij korte, iets omhoog gerichte legbuis die vrij breed is, bruin van kleur en sterk zijdelings afgeplat.

## Algemeen
De habitat bestaat uit dichte vegetatie in gebieden met veel open plekken zoals bosranden, rivieroevers en wegbermen. De bramensprinkhaan heeft een voorkeur voor planten met grotere bladeren zoals braamstruiken maar ook wel andere soorten planten. De soort wordt meestal in loofbossen aangetroffen maar kan ook voorkomen in de ondergroei van naaldbossen zoals op de Veluwe. In Nederland is de sprinkhaan vooral langs de grote rivieren te vinden, in België komt de soort door het hele land voor.
De bramensprinkhaan is als imago actief van half juni tot begin november, de mannetjes zingen vrijwel de hele dag van elf uur 's ochtends tot drie uur in de nacht. Het geluid dat wordt geproduceerd bestaat uit hoge, schrille en korte geluidjes: sri...sri...sri.

## Afbeeldingen

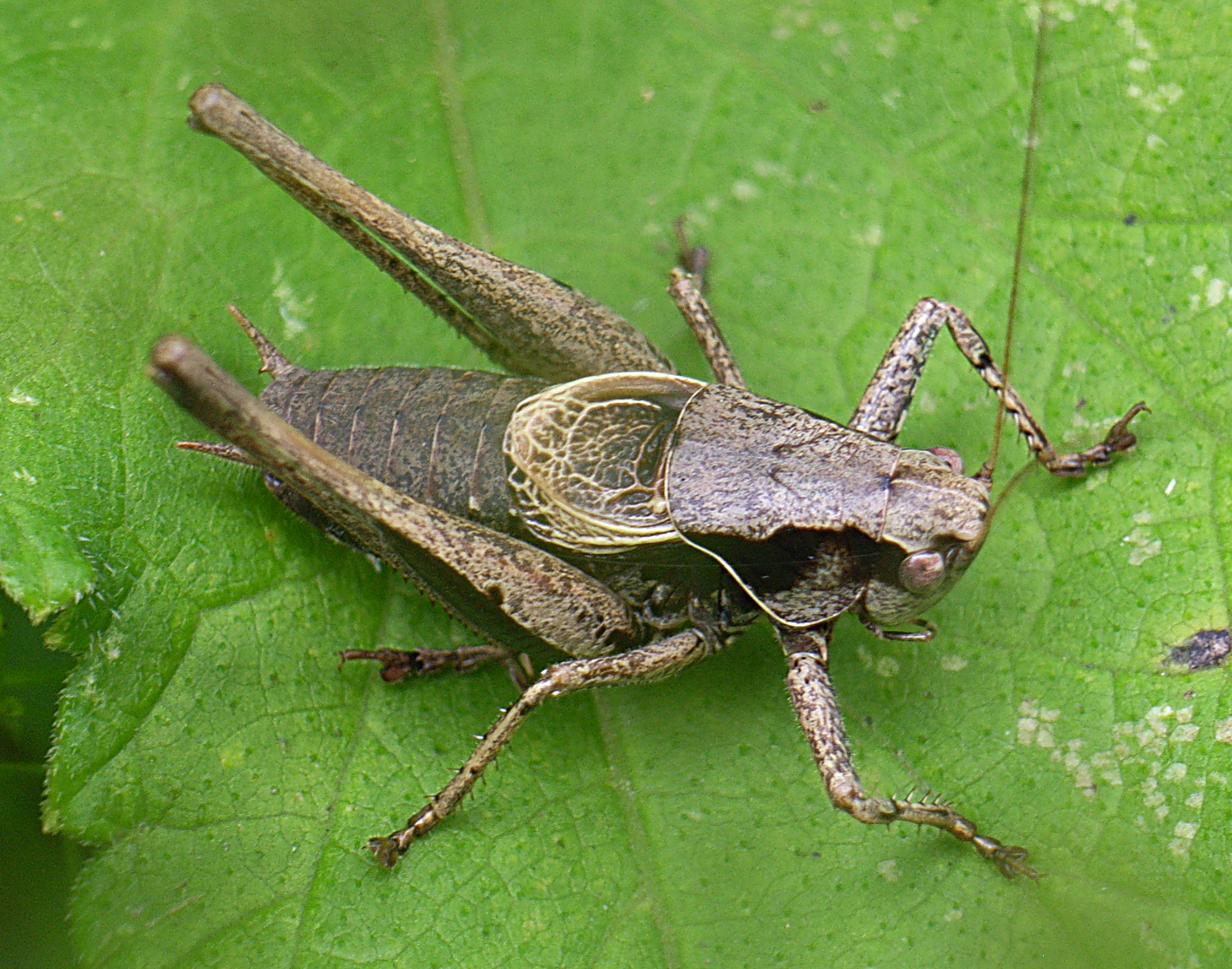
Mannetje
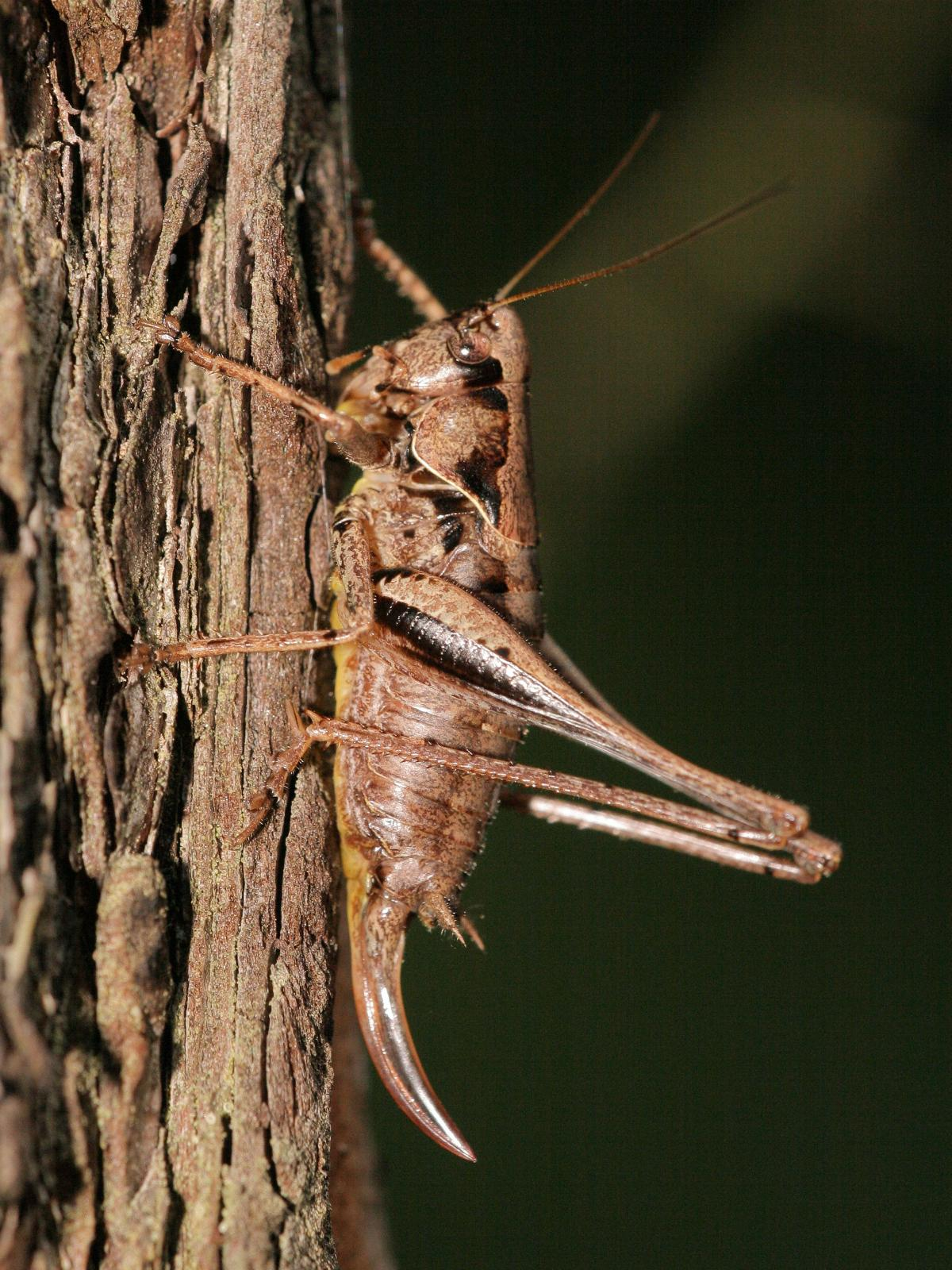
Vrouwtje
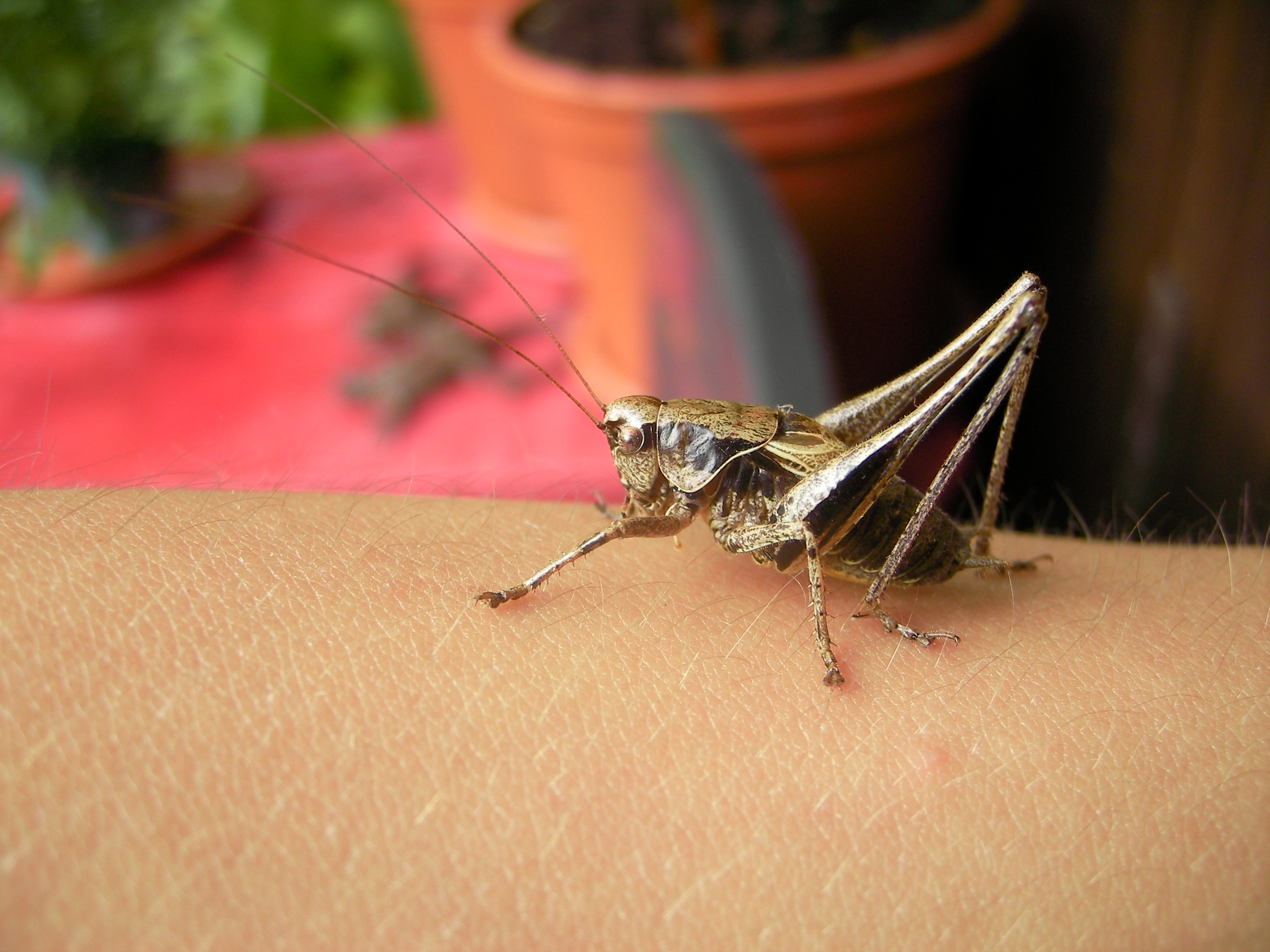
Mannetje
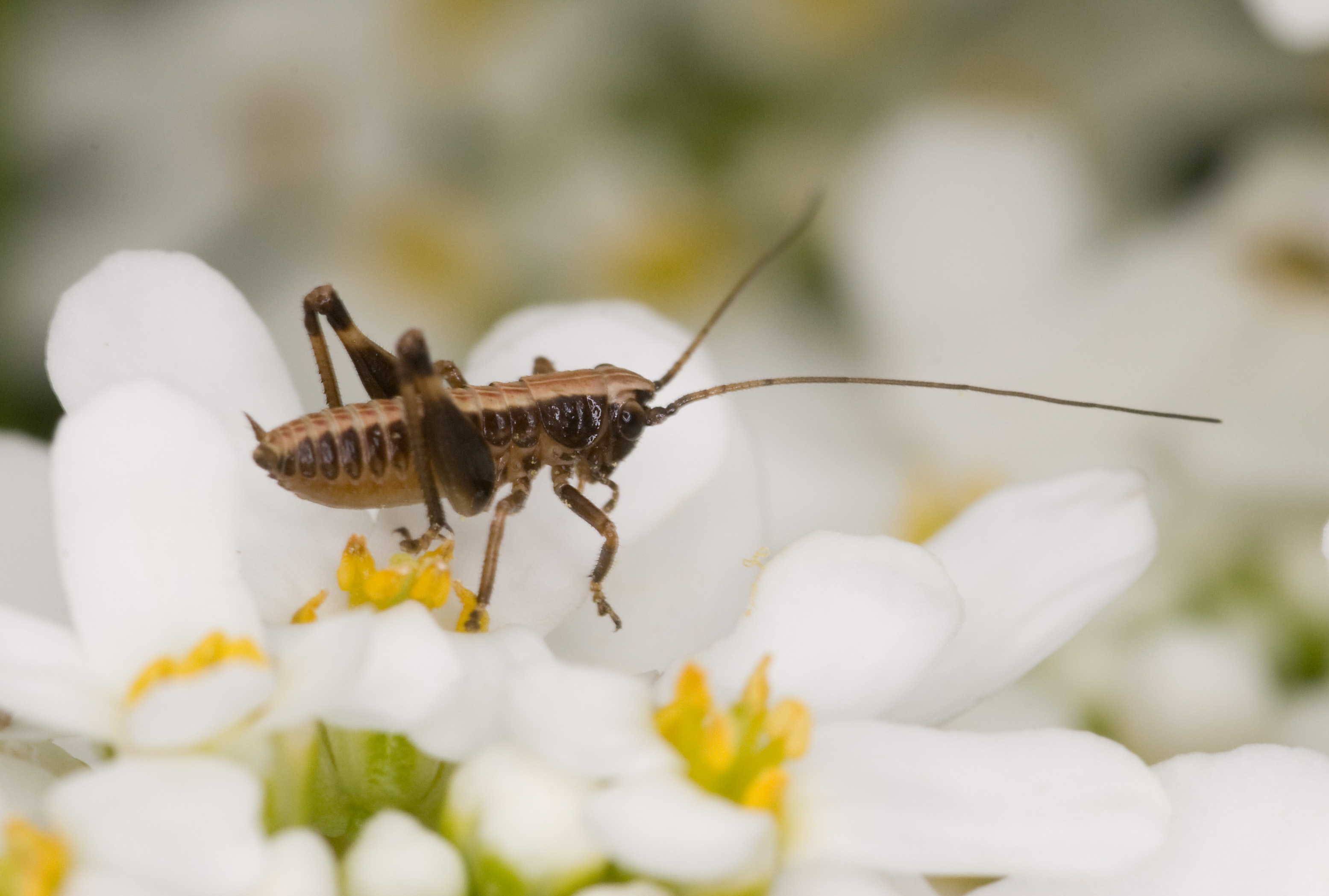
Nymph
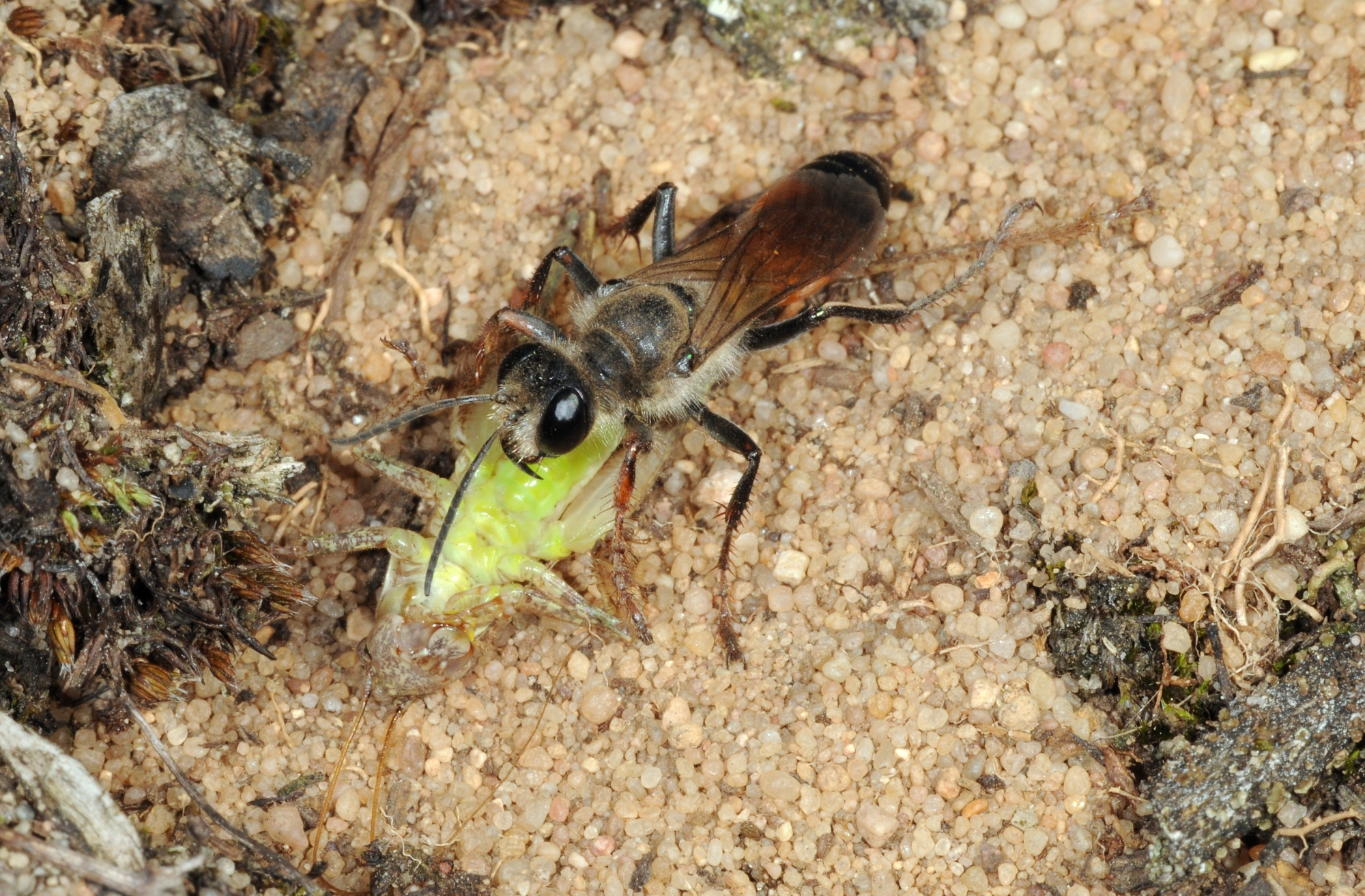
Dit exemplaar is buitgemaakt door de sluipwesp Sphex funerarius.